# Giulia Giuliani
Giulia Giuliani (Pescara, 5 juli 2002) is een Italiaans wielrenster.

## Carrière
In 2023 nam Giuliani deel aan onder meer de Strade Bianche en de Ronde van Italië. Haar seizoen 2024 startte in januari op Mallorca, waar ze deelnam aan drie manches van de Challenge Mallorca. Later dat jaar werd ze onder meer tiende in het eindklassement van de Ronde van Toscane. In 2025 maakte ze de overstap naar het Zwitserse Roland. Ze nam dat jaar deel aan onder meer de Trofeo Alfredo Binda, Gent-Wevelgem en Luik-Bastenaken-Luik.

## Resultaten in voornaamste wedstrijden
| Jaar | Ronde van Italië | Ronde van Frankrijk | Ronde van Spanje |
| ---- | ---------------- | ------------------- | ---------------- |
| 2023 | 126e             |                     |                  |
| 2024 |                  |                     |                  |
| 2025 | 85e              |                     |                  |

| Jaar | Luik-Bast.‑Luik |
| ---- | --------------- |
| 2023 |                 |
| 2024 |                 |
| 2025 | 82e             |

## Ploegen
- 2023 –  GB Junior Team Piemonte Pedale Castanese A.S.D.
- 2024 –  A.S.D. K2 Women Team
- 2025 –  Roland Le Dévoluy[a]

Christofórou · Coston · Dronova-Balabolina · Giuliani · Griffin · Pirrone · Ruffilli · Rysz · Stiasny · Swinkels · Vettorello